# 拉斯·哈尔蒂希
拉斯·哈尔蒂希（德語：Lars Hartig，1990年12月24日—），德国男子赛艇运动员。他曾代表德国参加世界赛艇锦标赛，获得一枚金牌和一枚银牌。他也曾参加2012年夏季奥运会。